# Ademsteun
Ademsteun is een ademhalingstechniek die vooral door zangers wordt gebruikt om de lucht die zij uitademen nauwkeurig te doseren. Geoefende sprekers en blazers, dus muzikanten die op een blaasinstrument spelen, controleren er ook hun ademhaling mee. Hierbij wordt het middenrif gebruikt.
- Wat is ademsteun?